# Altotevere Volley 2012-2013
Questa voce raccoglie le informazioni riguardanti l'Altotevere Volley nelle competizioni ufficiali della stagione 2012-2013.

## Stagione

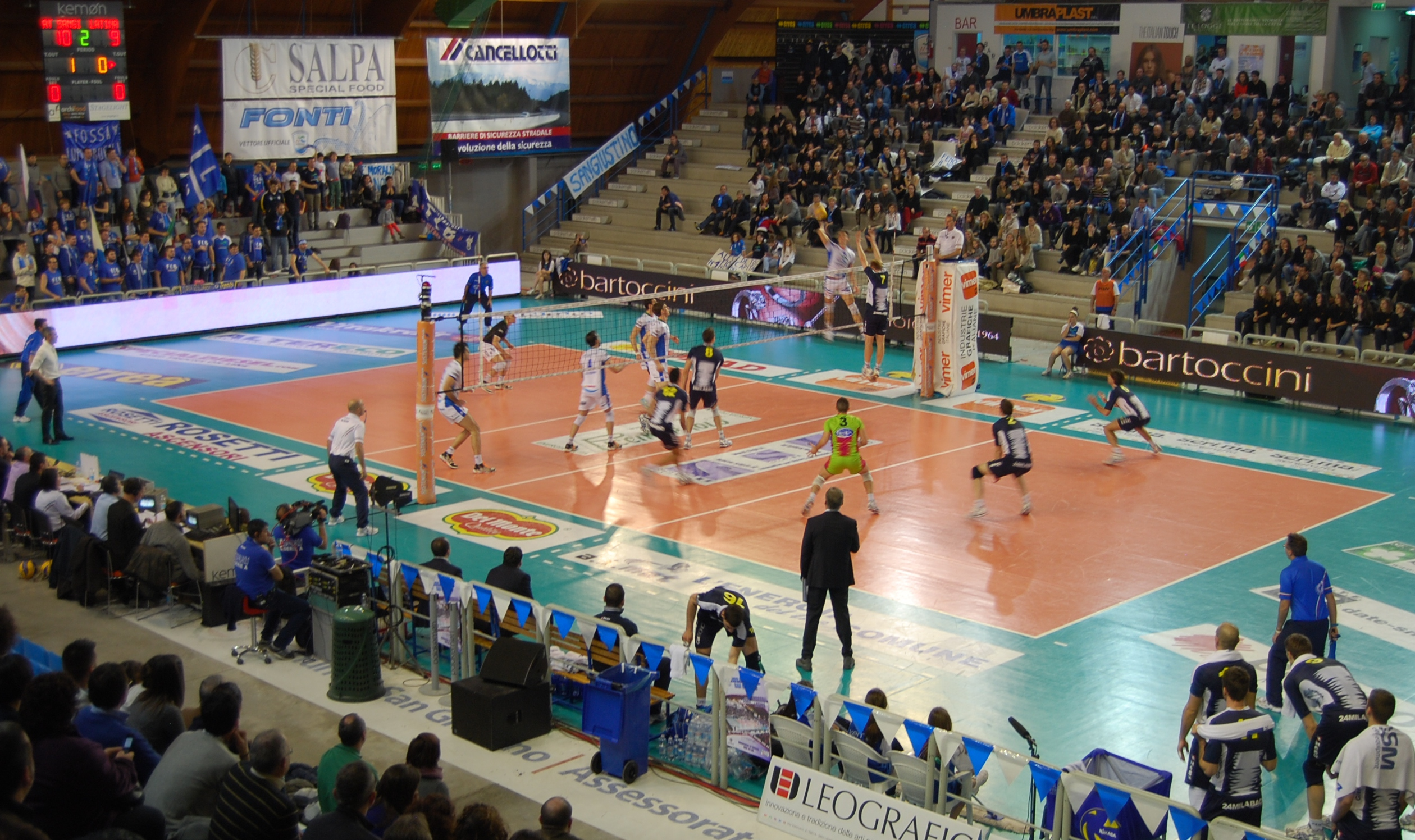
Un'azione di gioco durante San Giustino - Latina del 17 marzo 2013.

La stagione 2012-13 vede la prima partecipazione al campionato di Serie A1 della neonata società Altotevere Volley, che rileva i diritti dell'Umbria Volley e mantiene la sede societaria a San Giustino. La squadra ingaggia come primo allenatore Marco Fenoglio, già in Umbria due anni prima come vice di Emanuele Zanini. La rosa della stagione precedente è completamente stravolta: tra i giocatori del 2011-12 restano infatti soltanto il palleggiatore statunitense Riley McKibbin e il libero Marco Lo Bianco.
L'obiettivo stagionale, considerato il blocco delle retrocessioni, è evitare gli ultimi due posti in classifica che non danno accesso ai play-off scudetto. Nella prima fase del campionato, che vede l'Altotevere in lotta per il decimo posto con BluVolley Verona e CMC Ravenna, si mette in luce il giovane sloveno Klemen Čebulj, dal mese di novembre affiancato in attacco dal serbo Goran Marić, al rientro in Umbria.
Dopo un velleitario tentativo di conquistare l'accesso alla Coppa Italia (riservato alle prime otto in classifica al termine del girone d'andata), l'Altotevere si concentra sull'obiettivo play-off, centrato in anticipo grazie alle due vittorie consecutive in trasferta contro le dirette rivali Verona e Ravenna (entrambe già battute in casa all'andata).
Nei successivi ottavi di finale, la squadra umbra viene eliminata dalla Top Volley Latina al termine di una serie di tre partite. I pontini si aggiudicano gara 1 con un 3-0 senza storia, mentre gara 2 e gara 3 si concludono entrambe ai vantaggi al tie-break, rispettivamente 16-14 per l'Altotevere a San Giustino e 17-15 per la Top Volley a Latina.
È da registrare il record di punti individuali (34) nella storia dei play-off scudetto con il Rally Point System fatto segnare da Goran Marić nella gara 2 degli ottavi di finale.

## Organigramma societario
Area amministrativa
- Presidente: Aldo Nocentini
- Vice presidente: Vittorio Fabbroni
- Amministratore delegato: Alessandro Fratini
- Consigliere delegato: Fausto Polidori

Area organizzativa
- Segretario generale: Giovanni Simoncini

Area comunicazione
- Ufficio stampa: Michele Tanzi

Area marketing
- Ufficio marketing: Massimo Canosci

Area tecnica
- Direttore sportivo: Andrea Sartoretti
- Allenatore: Marco Fenoglio
- Allenatore in seconda: Vincenzo Porro
- Assistente allenatore: Michele Menghi

Area medica
- Responsabile sanitario: Gianluca Neri
- Medici sociali: Luigi Cecconi, Riccardo Ricci
- Fisioterapista: Enrico Zangarelli

## Rosa
| N. | Giocatore          | Ruolo | Data di nascita   | Nazionalità sportiva |
| -- | ------------------ | ----- | ----------------- | -------------------- |
| 1  | Alessio Fiore      | S     | 25 dicembre 1982  | Italia               |
| 2  | Bram Van den Dries | S/O   | 14 agosto 1989    | Belgio               |
| 3  | Marcus Guttmann    | S     | 9 luglio 1991     | Austria              |
| 4  | Riley McKibbin     | P     | 9 settembre 1988  | Stati Uniti          |
| 5  | Andrea Coali       | C     | 16 dicembre 1992  | Italia               |
| 6  | Cesare Gradi       | S/O   | 2 gennaio 1988    | Italia               |
| 7  | Andrea Cesarini    | L     | 22 luglio 1987    | Italia               |
| 8  | Marcus Böhme       | C     | 25 agosto 1985    | Germania             |
| 9  | Francesco Mattioli | S     | 6 ottobre 1975    | Italia               |
| 10 | Paolo Torre        | P     | 26 novembre 1976  | Italia               |
| 11 | Giorgio De Togni   | C     | 7 luglio 1985     | Italia               |
| 12 | Goran Marić        | S/O   | 2 novembre 1981   | Serbia               |
| 13 | Marco Lo Bianco    | L     | 15 settembre 1990 | Italia               |
| 14 | Klemen Čebulj      | S     | 21 febbraio 1992  | Slovenia             |

## Mercato
| Acquisti | Acquisti           | Acquisti           | Acquisti   |
| R.       | Nome               | da                 | Modalità   |
| -------- | ------------------ | ------------------ | ---------- |
| C        | Marcus Böhme       | Friedrichshafen    | definitivo |
| S        | Klemen Čebulj      | ACH Volley         | definitivo |
| L        | Andrea Cesarini    | Sir Safety Perugia | definitivo |
| C        | Andrea Coali       | Trentino           | prestito   |
| C        | Giorgio De Togni   | Treviso            | definitivo |
| S        | Alessio Fiore      | La Fenice Isernia  | definitivo |
| S/O      | Cesare Gradi       | Biella             | definitivo |
| S        | Marcus Guttmann    | Amstetten          | definitivo |
| L        | Marco Lo Bianco    | Umbria             | definitivo |
| S/O      | Goran Marić        | New Mater          | definitivo |
| S        | Francesco Mattioli | Molfetta           | definitivo |
| P        | Riley McKibbin     | Umbria             | definitivo |
| P        | Paolo Torre        | New Mater          | definitivo |
| S/O      | Bram Van den Dries | Segrate            | definitivo |

| Nessuna (società di nuova costituzione) |

## Risultati

### Serie A1

#### Girone d'andata
| 1ª giornata - 6 ottobre 2012 PalaKemon, San Giustino          | Altotevere         | 1 - 3 | Lube               | 20-25, 25-17, 20-25, 19-25        |
| 2ª giornata - 14 ottobre 2012 PalaBanca, Piacenza             | Piacenza           | 3 - 1 | Altotevere         | 25-22, 25-18, 23-25, 25-17        |
| 3ª giornata - 21 ottobre 2012 PalaKemon, San Giustino         | Altotevere         | 2 - 3 | Top Volley Latina  | 23-25, 17-25, 25-17, 25-22, 12-15 |
| 4ª giornata - 28 ottobre 2012 PalaKemon, San Giustino         | Altotevere         | 0 - 3 | Trentino           | 19-25, 12-25, 23-25               |
| 5ª giornata - 4 novembre 2012 PalaEvangelisti, Perugia        | Sir Safety Perugia | 3 - 2 | Altotevere         | 25-20, 19-25, 21-25, 25-17, 15-11 |
| 6ª giornata - 11 novembre 2012 PalaKemon, San Giustino        | Altotevere         | 3 - 0 | BluVolley Verona   | 25-20, 25-15, 25-19               |
| 7ª giornata - 18 novembre 2012 PalaValentia, Vibo Valentia    | Callipo            | 3 - 1 | Altotevere         | 25-19, 25-18, 23-25, 25-17        |
| 8ª giornata - 24 novembre 2012 PalaKemon, San Giustino        | Altotevere         | 3 - 0 | Robur Angelo Costa | 25-12, 25-22, 25-20               |
| 9ª giornata - 2 dicembre 2012 PalaBreBanca, Cuneo             | Piemonte           | 3 - 0 | Altotevere         | 25-20, 25-20, 25-22               |
| 10ª giornata - 8 dicembre 2012 PalaKemon, San Giustino        | Altotevere         | 1 - 3 | Modena             | 19-25, 25-23, 19-25, 19-25        |
| 11ª giornata - 16 dicembre 2012 PalaGrotte, Castellana Grotte | New Mater          | 0 - 3 | Altotevere         | 20-25, 19-25, 19-25               |

#### Girone di ritorno
| 12ª giornata - 22 dicembre 2012 PalaFontescodella, Macerata | Lube               | 3 - 0 | Altotevere         | 25-23, 25-18, 25-23               |
| 13ª giornata - 6 gennaio 2013 PalaKemon, San Giustino       | Altotevere         | 1 - 3 | Piacenza           | 16-25, 25-21, 12-25, 18-25        |
| 14ª giornata - 13 gennaio 2013 PalaBianchini, Latina        | Top Volley Latina  | 3 - 0 | Altotevere         | 32-30, 25-23, 25-23               |
| 15ª giornata - 20 gennaio 2013 PalaTrento, Trento           | Trentino           | 3 - 0 | Altotevere         | 25-19, 25-16, 25-21               |
| 16ª giornata - 27 gennaio 2013 PalaKemon, San Giustino      | Altotevere         | 3 - 2 | Sir Safety Perugia | 22-25, 26-24, 28-26, 19-25, 15-13 |
| 17ª giornata - 2 febbraio 2013 PalaOlimpia, Verona          | BluVolley Verona   | 0 - 3 | Altotevere         | 23-25, 17-25, 32-34               |
| 18ª giornata - 10 febbraio 2013 PalaKemon, San Giustino     | Altotevere         | 1 - 3 | Callipo            | 19-25, 25-19, 21-25, 21-25        |
| 19ª giornata - 16 febbraio 2013 PalaDeAndrè, Ravenna        | Robur Angelo Costa | 0 - 3 | Altotevere         | 23-25, 17-25, 20-25               |
| 20ª giornata - 23 febbraio 2013 PalaKemon, San Giustino     | Altotevere         | 2 - 3 | Piemonte           | 25-27, 25-23, 25-20, 19-25, 13-15 |
| 21ª giornata - 3 marzo 2013 PalaPanini, Modena              | Modena             | 3 - 0 | Altotevere         | 25-15, 25-20, 25-20               |
| 22ª giornata - 10 marzo 2013 PalaKemon, San Giustino        | Altotevere         | 2 - 3 | New Mater          | 25-23, 25-17, 23-25, 22-25, 13-15 |

#### Play-off scudetto
| Ottavi di finale (gara 1) - 13 marzo 2013 PalaBianchini, Latina   | Top Volley Latina | 3 - 0 | Altotevere        | 25-15, 25-21, 25-20               |
| Ottavi di finale (gara 2) - 17 marzo 2013 PalaKemon, San Giustino | Altotevere        | 3 - 2 | Top Volley Latina | 25-17, 25-23, 16-25, 20-25, 16-14 |
| Ottavi di finale (gara 3) - 24 marzo 2013 PalaBianchini, Latina   | Top Volley Latina | 3 - 2 | Altotevere        | 25-17, 23-25, 24-26, 25-16, 17-15 |

## Statistiche

### Statistiche di squadra
| Competizione | Punti | In casa | In casa | In casa | In trasferta | In trasferta | In trasferta | Totale | Totale | Totale |
| Competizione | Punti | G       | V       | P       | G            | V            | P            | G      | V      | P      |
| ------------ | ----- | ------- | ------- | ------- | ------------ | ------------ | ------------ | ------ | ------ | ------ |
| Serie A1     | 21    | 12      | 4       | 8       | 13           | 3            | 10           | 25     | 7      | 18     |
| Totale       | -     | 12      | 4       | 8       | 13           | 3            | 10           | 25     | 7      | 18     |

G = partite giocate; V = partite vinte; P = partite perse

### Statistiche dei giocatori
| Giocatore        | Serie A1 | Serie A1 | Serie A1 | Serie A1 | Serie A1 | Totale | Totale | Totale | Totale | Totale |
| Giocatore        | P        | PT       | AV       | MV       | BV       | P      | PT     | AV     | MV     | BV     |
| ---------------- | -------- | -------- | -------- | -------- | -------- | ------ | ------ | ------ | ------ | ------ |
| M. Böhme         | 25       | 185      | 111      | 61       | 15       | 25     | 185    | 111    | 61     | 15     |
| K. Čebulj        | 20       | 251      | 203      | 34       | 14       | 20     | 251    | 203    | 34     | 14     |
| A. Cesarini      | 25       | -        | -        | -        | -        | 25     | -      | -      | -      | -      |
| A. Coali         | 13       | 10       | 6        | 4        | 0        | 13     | 10     | 6      | 4      | 0      |
| G. De Togni      | 24       | 179      | 130      | 40       | 9        | 24     | 179    | 130    | 40     | 9      |
| A. Fiore         | 24       | 172      | 148      | 13       | 11       | 24     | 172    | 148    | 13     | 11     |
| C. Gradi         | 3        | 1        | 1        | 0        | 0        | 3      | 1      | 1      | 0      | 0      |
| M. Guttman       | 10       | 5        | 2        | 2        | 1        | 10     | 5      | 2      | 2      | 1      |
| M. Lo Bianco     | 5        | -        | -        | -        | -        | 5      | -      | -      | -      | -      |
| G. Marić         | 19       | 274      | 255      | 11       | 8        | 19     | 274    | 255    | 11     | 8      |
| F. Mattioli      | 19       | 65       | 56       | 9        | 0        | 19     | 65     | 56     | 9      | 0      |
| R. McKibbin      | 20       | 33       | 16       | 15       | 2        | 20     | 33     | 16     | 15     | 2      |
| P. Torre         | 24       | 21       | 6        | 10       | 5        | 24     | 21     | 6      | 10     | 5      |
| B. Van den Dries | 22       | 206      | 196      | 5        | 5        | 22     | 206    | 196    | 5      | 5      |

P = presenze; PT = punti totali; AV = attacchi vincenti; MV = muri vincenti; BV = battute vincenti